# 1020-е годы
1020-е (ты́сяча двадца́тые) го́ды по юлианскому календарю — промежуток времени с 1 января 1020 года по 31 декабря 1029 года, включающий 1020 год 2-го десятилетия   и с 1021 по 1029 годы    3-го десятилетия XI века 2-го тысячелетия.  Они закончились 996 лет назад.

## Важнейшие события
- 1020 — победа корейцев над киданями и установление границы по реке Ялу.
- По просьбе папы Бенедикта VIII император Генрих II вторгается в Италию, разбивает византийцев и захватывает Капую и Салерно.
- Захват Чехией Моравии у Польши.
- 1021—1022 — Халиф Кордовы Яхья (ум. 1035).
- Успешное наступление греков на Грузию и Армению.
- Вторжение «иракских» огузов в Армению.
- 1022—1023 — халиф Кордовы ал-Касим (вторично).
- Русский корпус разбил грузин при Эрзеруме.
- Византия присоединяет армянское Васпураканское царство.
- 1024 — Битва при Листвене. Победа Мстислава Великого над Ярославом Мудрым и его варяжской дружиной.
- Поход руси против Византии (1024).
- Победа датчан над норвежцами в битве на реке Хельге.
- Смерть Гуго, старшего сына и наследника Роберта II Французского. Мятеж сыновей Роберта II против своего отца.
- Объединение Польши. Первым королём незадолго до смерти становится Болеслав I Храбрый (1025). Его старший сын Мечислав изгоняет младших братьев, ослепляет двух других родственников.
- Покорение греками Абхазии и Армении.
- 1025—1028 — единоличное правление императора Византии Константина VIII Пьяницы (960—1028, ноябрь). Имел трёх дочерей: Евдокию (ушла в монахини), Зою и Феодору.
- Туркмены, поселённые в Хорасане, разгромлены Махмудом Газневи и ушли в Ирак и в Дихистан.
- Поход Конрада II в Италию (1026—1029).
- Печенеги перешли Дунай и вторглись в Византию. Начало войн Византии с печенегами и половцами (большей частью на территории Болгарии).
- Император Конрад II основал епископство Трент, которому он даровал обширные земельные владения в Южном Тироле и статус суверенного государства.
- Польский король Мешко II уступил Венгрии территорию Словакии, что позволило заключить польско-венгерский союз против Священной Римской империи.
- Завоевание датчанами Норвегии. Изгнание из Норвегии короля Олафа II. Канут делает Свена, сына Олафа, правителем Норвегии. Бегство Олафа в Новгород.
- Вторжение поляков в «восточные марки» Германской империи.
- 1028 — мятеж младших сыновей Ли Тхай То Зык Тханя, Ву Дыка и Донг Тиня. Принцев разбил полководец Ле Фунг Хиеу (умер в 77 лет). Гибель Ву Дыка. Затем восстал принц Кхай Куок. Ли Тхай Тонг возглавил разгром мятежников.
- Завоевание Санчо Кастилии. Санчо III Гарсия стал последним графом Кастилии.
- Лютичи враждуют с поляками. Просят помощи немцев.
- Махмуд Газневи, призванный слабоумным рейским буидом Медж ад-Даула для усмирения местного восстания, утвердился в Мидии и занял часть других буидских владений. Махмуд Газневи занял Рей и Джибал.

## Культура
- Ибн Сина (980—1037). «Канон врачебной науки» (1025).
- 1020 — основан Бигорский монастырь (на территории современной Северной Македонии).
- 1021 — первое упоминание Витебска в Московском летописном своде.
- 30 июля 1021 года — на Руси освящён храм в честь благоверных князей Бориса и Глеба — первых святых на Руси.
- Проповедь ислама среди печенегов и борьба с христианами-печенегами.
- Умер Фудзивара Юкинари (Кодзэй) (972—1027), основатель школы каллиграфии.
- Основание религии друзов в Ливане.
- Орлеанский процесс над еретиками (1022).
- 1027 — с этого года начинается отсчёт лет по календарю «Калачакры».

## Персоналии
- Халифом Кордовы стал ал-Мустазхир Абу Мутарриф Абд ар-Рахман ибн Хишам.
- 1023—1024 — халиф Кордовы Абд ар-Рахман V.
- Аббад I Ибн Мухаммед Абу-Амр стал королём Севильи.
- Императором Китая становится Жэнь-цзун из династии Сун.
- 1024—1025 — халиф Кордовы Мохаммед III.
- Герцогом Нормандии становится Ричард III, но он погибает в этом же году и титул переходит к его брату — Роберту Дьяволу.
- Коронация Генриха I в Реймсском соборе. Легенда о сосуде с миррой (фр. Sainte Ampoule) и политическое могущество Реймского архиепископства стали причинами того, что собор стал постоянным местом коронации французских правителей.
- На престол Грузии восходит царь Баграт IV.
- Константин VIII добился ухода жены епарха Константинополя Романа Аргира в монастырь и женил его на своей дочери Зое (978 — ок. 1050). Константин завещал власть Роману, Зое и Феодоре.
- Король Конрад II подавляет мятежи в Северной Италии и становится королём Ломбардии.
- Самообожествление Хакима, халифа Египта.
- 1025—1026 — халиф Кордовы Яхья (вторично).
- В Рим приезжает Канут II Великий. Присутствует на коронации Конрада II.
- Смерть Фудзивара Митинага.
- Греттир обосновался с братом Иллуги на Скале Острове.
- Конрад II стал императором «Священной Римской империи» (коронован в Риме) и основателем Салической династии на её престоле.
- 15 декабря 1025 года — Василий Булгароктон задумал большую экспедицию в Сицилию, но заболел и умер.
- 1020 — царём Ани — древней столицы армянского государства — становится Смбат III. По некоторым данным это происходит лишь в 1021 году. Его правление длится до 1041 года.
- 1023—1091 — Севильский эмират. Династия Аббасидов.
- 1023—1042 — эмир Севильи Абу-л-Касим Мохаммед I.
- 1023—1063 — император Китая Жэнь-цзун.
- 1024—1125 — франконская династия в Германии.
- 1024—1039 — король Германии Конрад II (ок. 990—1039), бывший герцог Франконский.
- 1024—1032 — папа Иоанн XIX, брат Бенедикта VIII.
- 1025—1034 — король Польши Мешко (Мечислав) II, сын Болеслава I. Неудачные войны с Германией, Чехией, Русью.
- 1025—1068 — император Японии Горэйдзэй (Такахито).
- 1026—1035 — герцог Нормандии Роберт I Дьявол, сын Ричарда II.
- 1026—1031 — халиф Кордовы Хишам III (ум. 1036). Последний потомок первых эмиров.
- 1027—1039 — император Священной Римской империи Конрад II.
- 1027—1072 — царь Грузии Баграт IV. Борьба с феодалами из рода Липаритов.
- 1028—1035 — король Норвегии Канут II Великий.
- 1028—1030 (по «Королевским анналам») — ярл Норвегии Хакон Эйрикссон (вторично).
- 1028—1034 — император Византии Роман III Аргир (968 — 11 апреля 1034).
- 1028—1042 — паракимомен евнух Иоанн Орфанотроф (из Пафлагонии).
- 1028—1054 — император Вьетнама Ли Тхай Тонг (1000—1054). Выдающийся правитель и полководец. Седьмой патриарх одной из ветвей вьетнамского буддизма.
- 1029—1035 — правитель Кастилии Санчо III Наваррский.
- 1029—1105 — династия Багратионов в Кахети.
- Ануширван ибн Минучихр стал амиром Горгана.